# Universidad Católica de Malaui
La Universidad católica de Malaui (en inglés: Catholic University of Malawi) está situada en el campus de Montfort en Limbe, una localidad del país africano de Malaui. Establecida en 2004, la universidad fue inaugurado en 2006, por entonces compuesta por profesores de ciencias sociales y educación. Para el 2010, la universidad había añadido economía y contabilidad como algunos de los cursos que ofrece.